# باغ خان‌ها

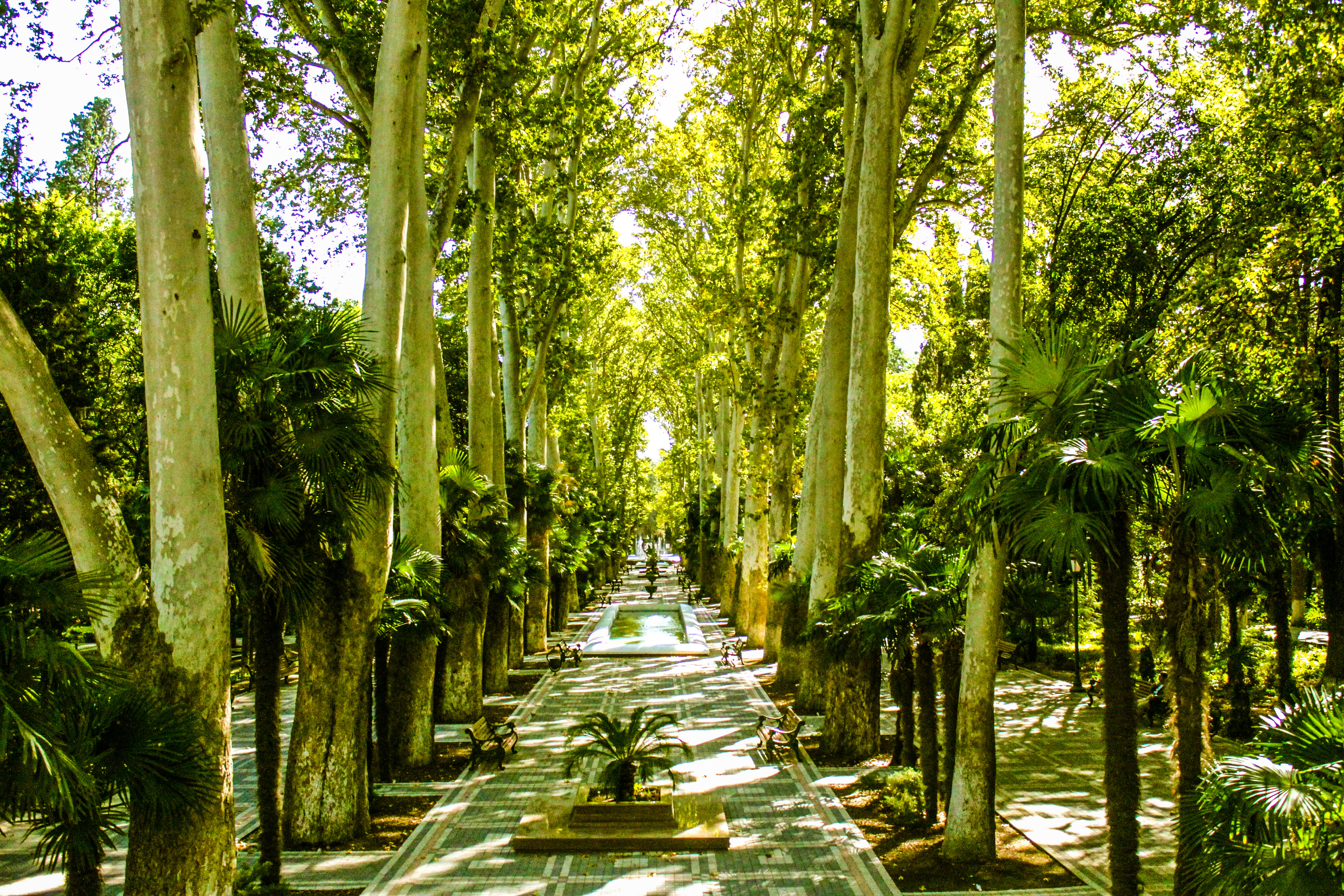
باغ خان‌ها در شهر گنجه

باغ خان‌ها (انگلیسی: Khan's Garden) یک باغ تاریخی است که در گنجه و کشور جمهوری آذربایجان واقع شده‌است.

## تاریخچه
جواد خان، یکی از اعضای دودمان قاجار، و آخرین خان خانات گنجه از سال ۱۷۸۶ تا ۱۸۰۴، مالک این باغ بود. او ۵۲ هکتار باغ داشت. او درختان کمیاب را به بازرگانانی که به شهر سفر می‌کردند سفارش می‌داد. میهمانان خارجی نیز برای او درختان و گل‌های گوناگونی می‌آوردند.
بخشی از باغ در دژ گنجه جای گرفت که سردار فرهاد پاشا در سال ۱۵۸۸ بنا کرد. در واقع فرض بر این بود که این باغ نیز توسط سردار فرهاد پاشا در سال ۱۵۸۲ ساخته شده‌است. نبرد جوادخان و ایراتیان با روس‌ها نیز در آنجا بود؛ بنابراین، میخائیل سمیونوویچ ورونتسوف تصمیم گرفت باغ را به همراه دژ گنجه از بین ببرد.
در سال ۱۸۴۷ به ابتکار ورونتسوف، در بخش پایین باغ خان، در حدود شش هکتار پایه پارک شهر به نام سردار گذاشته شد. باغ خان که از نظر تاریخی محل استراحت خان‌ها در گنجه بود، پس از تهاجم روس‌ها لغو شد و برخی از درختان آنجا به باغ سردار منتقل شدند.
پس از بازسازی، باغ به نام پیشین و دوباره باغ خان نامیده شد. این باغ هم‌اکنون یکی از استراحتگاه‌های اصلی مردم گنجه است.